# 마지뉴
마지뉴(브라질 포르투갈어: Mazinho, 1966년 4월 8일~)는 브라질의 축구 선수 출신 축구 감독이다. 중앙 미드필더였던 그는 브라질 대표팀에서 35번의 출전해 1989년 코파 아메리카, 1994년 FIFA 월드컵, 1988년 올림픽 에서 준우승을 기록했다. 또한 1990년 월드컵과 1991년 코파 아메리카의 선수단에 이름을 올렸다.

## 구단 경력
고향인 브라질에서 바스쿠 다 가마, 파우메이라스, 비토리아에서 뛰던 그는 이탈리아에서는 레체, 피오렌티나에서 뛰었고, 스페인에서는 발렌시아, 셀타 비고, 엘체에서 뛰었다.

## 국가대표팀 경력
브라질 대표팀에서 35경기를 뛰었으며, 첫 경기는 1989년 5월에 페루와의 친선경기였고, 마지막 경기는 1994년 FIFA 월드컵이었다.